# Славянская колонизация Северо-Восточной Руси
Славя́нская колониза́ция Се́веро-Восто́чной Руси́ — процесс заселения славянами земель Волго-Окского междуречья и Русского Севера, начавшийся в VI веке и продлившийся вплоть до позднего Средневековья. До прихода славян население этих земель было преимущественно балтским (в западной части междуречья) и финно-угорским. Следствием славянской колонизации, усилившейся в эпоху Древнерусского государства и его распада, стало начало формирования в этом регионе великорусской народности, а в политическом измерении — возвышение Владимиро-Суздальской земли среди удельных русских княжеств.

## Природные условия
Историческое ядро Ростово-Суздальской земли находилось в природном регионе Ополье, для которого характерны плодородные темноцветные почвы открытого земледельческого ландшафта  (современное народное название — «владимирские чернозёмы»). Основное заселение Ополья славянами протекало в условиях средневекового климатического оптимума X—XIII веков, в течение которого площадь лесов сократилась, а стабильная тёплая температура позволяла собирать обильные урожаи. Климатический оптимум Средневековья, приведший к росту численности земледельческих народов и освоению ими новых пространств, стал катализатором многих миграционных процессов в Европе, в том числе и расселения немцев на восток.

## Хронология
Славянская колонизация Северо-Восточной Руси характеризовалась несколькими миграционными волнами. Главными путями миграции в то время служили реки, так как дороги ещё не построили.

### Раннесредневековая волна VI—IX веков
Наиболее раннее славянское расселение, как свидетельствуют материалы археологии, протекало скачкообразно. Отдельные группы славян, оторвавшись от основного массива, продвигались довольно далеко (к примеру, Безводнинский могильник Нижегородской области или могильник у села Попово на реке Унжа в Костромской области) и какое-то время проживали изолированно. Как пишет Валентин Седов, для первой волны славянских поселенцев были характерны грунтовые могильники, отличавшиеся от курганных могильников более поздних миграционных волн славян. Уже в этот период славяне оказали большое влияние на культуру малочисленного автохтонного населения и существенно разбавили его. Летописная меря из «Повести временных лет» была, по-видимому, не финно-угорским племенем, а уже неким смешанным славяно-финским населением, притом что основателями Ростова были славяне. Примечательно, что представители именно этой славянской миграционной волны стали ядром-основой современного русского населения данного региона, что подтверждается как с антропологической, так и с лингвистической точки зрения.

### Племенная миграционная волна
В IX—X веках началось заселение Северо-Восточной Руси крупными славянскими племенами, в рамках которого представители того или иного племени осваивали определённые территории.
По Волге на север и восток Волго-Окского междуречья начали проникать кривичи, повлиявшие на состав населения Ополья. В более северные земли, в том числе в регион Белого озера, стали проникать ильменские словене, внёсшие весомый вклад в формирование поморов. В южной части Подмосковья и в Рязанской земле славянская колонизация шла, в основном, за счёт племени вятичей, хотя отмечается также некоторое участие радимичей и северян, а также донских славян. Вятичи продвинулись вниз по Оке в район Рязани, вышли на реку Проню, а также расселились вверх по Москве-реке.
Граница ареала расселения вятичей и кривичей, судя по характерным для каждого из племён височным кольцам, прошла по водоразделу Москвы-реки и Клязьмы. Таким образом, территория Москвы находилась в пределах вятичского расселения, о чём также свидетельствуют находки вятичских артефактов на Боровицком холме. В колонизации Суздальского ополья вятичи, однако, почти не участвовали, освоив лишь часть течения Оки. На нижнюю Оку, в район Мурома, славянское население проникло не с запада по Оке, а с севера по Нерли и Клязьме, будучи таким образом преимущественно кривичским.
Привлекательность Северо-Восточной Руси была обусловлена рядом обстоятельств. Помимо средневекового климатического оптимума, который обеспечивал стабильную сельскохозяйственную базу, она стимулировалась развитием международной торговли и высоким спросом на истощившуюся в других областях Руси пушнину, игравшую роль главного прибавочного продукта и источника накопления богатств. Немалую роль после крещения Руси сыграло также распространение христианства, заставлявшее убеждённых язычников бежать от княжеской власти в менее обжитые и слабо заселённые земли.

### Южнорусские миграционные волны

#### До монгольского нашествия
Следующей значительной волной стала миграция в Ростово-Суздальскую землю южнорусского населения, пришедшаяся на XII—XIII век. К вышеупомянутым причинам добавились процессы, имеющие общее значение для упадка Южной Руси:
- разгар феодальных войн за киевский великокняжеский престол
- регулярные набеги степных кочевников (до начала XIII века в летописях отмечено 46 половецких набегов на поднепровские земли[3][8])
- значительное юридическое и экономическое принижение простого населения[9]
- угасание значительной части торговли по Днепру вследствие ослабления Царьграда и опасности прохода половецких земель[9]

В летописях также отмечено появление при Владимире Мономахе «прямоезжей дороги» из Южной Руси в Залесье через ранее едва проходимые брянские леса. Это значительно облегчило прямое сообщение киевских земель с Владимиро-Суздальской землёй, которое ранее осуществлялось в обход, по днепровско-волжскому пути с волоком на Валдае.
В отличие от славянской колонизации балтских земель верхнего Поднепровья, имевшей место в VI—VIII веках, историки отмечают в случае с Волго-Окским междуречьем уже не только стихийное, но и феодально организованное переселение. В условиях раннефеодальной древнерусской государственности колонизация, особенно во время южнорусской миграционной волны, уже опиралась на укреплённые города и вооружённые дружины. Археологические находки этого времени свидетельствуют, что новые центры расселения, складывавшиеся на северо-востоке Руси, уже в конце X−XI веков контролировались княжеской властью и имели высокий статус. Одним из наиболее активных поощрителей переселения и основателем новых городов был сын Владимира Мономаха, ростово-суздальский князь Юрий Долгорукий. Он вербовал новых поселенцев и выдавал им, согласно Татищеву, «немалую ссуду». Активно привлекались ремесленники, торговцы, духовенство. Крестьяне наделялись статусом вольных земледельцев, довольно редким в Южной Руси, где имело место немалое юридическое и экономическое принижение простого населения. Сын Юрия, Андрей Боголюбский, также славился своей колонизаторской деятельностью.

#### После монгольского нашествия
После монгольского нашествия на Русь владимирский князь Ярослав Всеволодович, был признан Батыем «стареи всем князем в Русском языце», что вплоть до Неврюевой рати обеспечило его землям безопасность. Летописи содержат ряд записей о возвращении населения в разгромленную монголами Владимирскую землю, о восстановлении городов и новом заселении сёл, о действиях нового великого князя Ярослава Всеволодовича по восстановлению хозяйства и управления. Начинается переселение во владимирские земли из южных княжеств, опустошаемых непрерывными набегами не только Орды, но и Литвы, о чём писал Плано Карпини. «Степенная книга» сообщает, что Ярослав Всеволодович, вернувшись из Орды, «множество людий собра», причём люди «сами прихожаху къ нему въ Суждьскую землю отъ славныя реки Днепра и от всех странъ Русския земьли: Галичане, Волыньстии, Кияне, Черниговьцы, Переяславцы и славнии Киряне, Торопьчане, Меняне, Мещижане, Смольняне, Полочане, Муромьцы, Рязаньцы... И тако множахуся».
На рубеже XIII—XIV веков вследствие очередного разорения Среднего Поднепровья и Киева ханом Тохтой отмечается ещё одна волна переселений из Киевского, Черниговского и других южнорусских княжеств, которая охватила в том числе часть местной знати с дружинами. Она включала в себя и переезд митрополита Максима из Киева во Владимир-на-Клязьме в 1299 году и, как показывает Антон Горский, может быть объяснена меньшим масштабом разорений и более быстрыми темпами восстановления Северо-Восточной Руси. Потомками этой волны переселения стали многие русские дворянские роды, такие как Плещеевы, Игнатьевы, Жеребцовы, Пятовы, Измайловы, Булгаковы, Пусторослевы, Шиловские, Квашнины, Самарины и другие.

#### Следы в топонимии
О массовом притоке выходцев из Южной Руси свидетельствуют многочисленные примеры южнорусской топонимики и гидронимики в Северо-Восточной Руси.
Южнорусские переселенцы перенесли в Северо-Восточную Русь названия родных городов — Переяславль, Стародуб, Звенигород, Галич, Юрьев, Вышгород, Перемышль, Белгород а также рек. К примеру, и Переяславль-Залесский, и Переяславль-Рязанский (Рязань) расположены на реках с названием Трубеж: Залесский на Трубеже, впадающем в Плещеево озеро , а Рязанский на Трубеже — притоке Оки, названных по имени реки Трубеж — притока Днепра, на котором стоит южный Переяславль. Встречаются также реки Лыбедь, Рпень (Ирпень), Черторой, несколько рек с именем Почайна, Десна, Сула и другие гидронимы, перенесённые из Южной Руси.

### Первые упоминания либо основания городов Северо-Восточной Руси
- 862 год: Ростов
- 862 год: Белоозеро
- 862 год: Муром
- 937 год: Углич
- 990 год: Суздаль
- 1010 год: Ярославль
- 1071 год: Усть-Шексна

- 1094 год: Мстиславль
- 1095 год: Переяславль-Рязанский
- 1096 год: Старая Рязань
- 1108 год: Владимир-на-Клязьме
- 1131 год: Пронск
- 1134 год: Кснятин
- 1134 год: Дубна
- 1135 год: Волок Ламский
- 1139 год: Ярополч-Залесский
- 1139 год: Тверь

- 1139 год: Торжок
- 1146 год: Зарайск
- 1146 год: Тула
- 1147 год: Белёв
- 1147 год: Москва
- 1147 год: Вологда
- 1147 год: Тешилов
- 1152 год: Звенигород
- 1152 год: Переславль-Залесский
- 1152 год: Юрьев-Польский
- 1152 год: Городец
- 1152 год: Перемышль
- 1152 год: Стародуб-на-Клязьме
- 1152 год: Кострома
- 1153 год: Ростиславль
- 1154 год: Дмитров
- 1155 год: Белгород-Рязанский
- 1158 год: Боголюбово
- 1158 год: Гороховец
- 1159 год: Галич
- 1177 год: Коломна
- 1207 год: Великий Устюг
- 1221 год: Нижний Новгород

## Археологические данные
По результатам археологических исследований, при которых благодаря новым методам стало возможно изучение не только городов, но и селищ, в Северо-Восточной Руси для второй половины X века характерен интенсивный рост числа и размеров сельских поселений, достигший наивысшего подъёма в XII – первой половине XIII веков. При этом отмечается крайне низкая плотность поселений и артефактов, относящихся к более ранним эпохам. Наиболее изученными в археологическом отношении районами Северо-Восточной Руси являются Суздальское ополье, а также окрестности Белого озера и реки Шексны. В Суздальском ополье отмечается весьма высокая плотность поселений, составляющая по современным оценкам около двух тысяч, подавляющее большинство из которых относятся к рассматриваемому периоду. Плотность заселения окрестностей Белого озера существенно ниже, однако и там прослеживаются признаки значительно прироста на протяжении XII—XIII веков.
Селища были, как правило, стабильными многодворными поселениями с наземными срубными жилыми постройками и полями. Здесь выплавляли железо, производили орудия труда, бытовые вещи и украшения из железа, цветных металлов и так далее. Создание сети новых поселений сопровождалось интенсивным сельскохозяйственным освоением окружающих территорий и формированием земледельческого ландшафта. В спектрах пыльцы в Суздальском ополье начиная с IX века прослеживается постепенное сокращение площадей, занятых лесом, а относительно XII века данный индикатор говорит о полной перестройке растительного покрова — открытые ландшафты стали преобладающими.
Богатые находки монет, украшений, бытового инвентаря и оружия, имеющих в том числе иноземное (часто ближневосточное и греческое) происхождение, указывают на немалое благосостояние сельского общества Северо-Восточной Руси X–XIII веков и его вовлечённость в торговлю. Тогда как жизнеобеспечение шло, в основном, за счёт сельского хозяйства, основным источником прибавочного продукта и накопления богатств был, по-видимому, пушной промысел. Это подтверждается археологическими данными, поскольку в остеологических находках исследованных селищ широко представлены кости пушных животных — бобра, белки, куницы и так далее. Они составляют до 62% всех остеологических находок. Весьма распространены находки наконечников стрел с тупым бойком, предназначенных для охоты на пушного зверя без порчи его меха. Можно, однако, говорить о различиях в развитии экономической жизни в Суздальском ополье и в более северных регионах. В Суздальском ополье пушной промысел, по археологическим данным, утрачивает своё значение к концу XI — началу XII века, тогда как в белозёрском регионе он прослеживается ещё значительно дольше.

## Автохтонное население
До прихода славян земли Северо-Восточной Руси населяли различные финно-угорские племена, такие как меря, мурома, мещера, весь, чудь заволочская и другие. Многие авторы, занимавшиеся вопросами славянской колонизации Северо-Восточной Руси, отмечали низкую плотность автохтонного финно-угорского населения при заселении этих земель славянами. К их числу относятся такие исследователи, как А. А. Спицын, П. Н. Третьяков, Н. А. Макаров и другие. К причинам малочисленности местных племён относят более низкий уровень социальной и материальной культуры, в частности едва развитое земледелие, в то время как традиционными формами жизнеобеспечения были охота и собирательство, рыбная ловля и скотоводство. Местами сосредоточения автохтонного населения служили берега озёр и рек, тогда как крупные участки земель, расположенные вне близости от водоёмов, были практически безлюдными.
С другой стороны, массив славянского населения уже в XII веке признаётся весьма многочисленным и активным. Таким образом, несмотря на мирный характер колонизации и отсутствие каких-либо военных действий, можно говорить о довольно быстром численном преобладании славянского элемента в Северо-Восточной Руси Это подтверждается и археологическими данными, по результатам которых в культуре сельских поселений, а также погребальных курганов Волго-Окского междуречья довольно слабо прослеживаются финские традиции, несколько более заметные в самой северной части Ростово-Суздальской земли. Предполагается также, что в отдельных случаях имел место отток финно-угорского населения на восток.
Экспертизы гаплогрупп Y-хромосомы, передающихся из поколения в поколение по мужской линии практически без изменений, показывают, что, например, на территории Ярославской области «сходство с финно-угорскими популяциями, маркируемое субвариантом N3a4-Z1936 гаплогруппы N-M178, значительно меньше». Имеется отчётливо выраженное генетическое сходство популяций Верхнего Поволжья, Центральной и Южной России, а также Украины и Белоруссии по всем параметрам, что позволяет выдвинуть гипотезу, что миграции славян в значительной мере заместили финно-угорский протогенофонд на данной территории. Лишь на севере области у группы мологжан (населения бывшего города Молога) наблюдается больше финно-угорских генетических следов. Далее на север имеет место постепенное увеличение финно-угорского компонента в генетической структуре населения.

## Роль в политическом дискурсе Новейшего времени
Факт существования финно-угорского населения на землях Северо-Восточной Руси до прихода славян использовался на разных этапах истории отдельными публицистами как доказательство «неславянского» происхождения великорусской народности. Одним из первых, кто сформулировал идею туранского происхождения «московитов», был поляк Франциск Духинский, выступавший в XIX веке за восстановление Речи Посполитой в старых границах как форпост Европы против «азиатского влияния». Несмотря на то, что его тезисы о неславянском происхождении русских были отвергнуты научным сообществом, в XX веке они были подхвачены Дмитрием Донцовым, теоретиком и основоположником украинского национализма.